# Republica Autonomă Crimeea

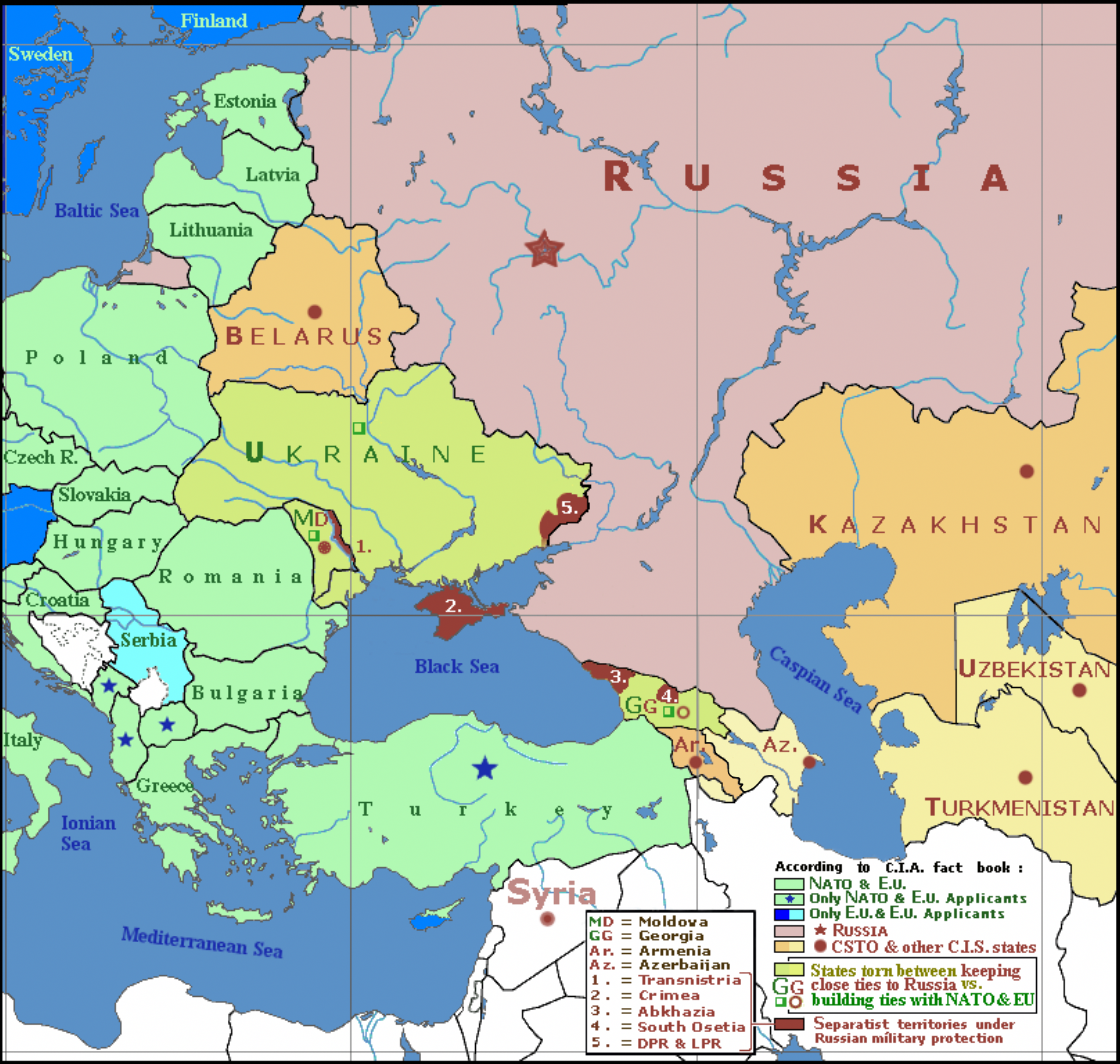
Crimeea în schema geopolitică regională între Rusia, CSI și pro-rușii ucraineni pe de-o parte, iar pe de altă parte Ucrainenii pro-europeni, Uniunea Europeană și NATO.

Crimeea (oficial Republica Autonomă Crimeea, în rusă Автономная Республика Крым, transliterat: Avtonomnaia Respublika Krîm, în ucraineană Автономна Республіка Крим, transliterat: Avtonomna Respublika Krîm, în tătară crimeeană Qırım Muhtar Cumhuriyeti) este o republică autonomă ce s-a aflat sub controlul Ucrainei între 1954 și 2014, când a fost anexată de Rusia. Crimeea ocupă peninsula omonimă din nordul Mării Negre. Capitala republicii este Simferopol.

## Istorie

### Antichitate
În antichitate peninsula era cunoscută în lumea greco-romană drept Regatul Bosforan (Regnum Bosfori) sau Bosforul Cimerian. Populația era un amestec de triburi și ramuri de triburi traco-cimeriene și scitice. La acestea s-au adăugat mai apoi negustorii greci și apoi romanii - militari, administratori, negustori, clerici etc. Alt nume care i se mai dă în antichitate — dar și mai târziu — este acela de Chersonez, mai târziu rămas pentru partea sudică dintre râul Bug și Nipru.
În secolele VI-XII Bosforul Cimerian, numit și Bosforan sau Chersonez, este ținta mai multor atacuri din partea slavilor păgâni.
În timpul Evului Mediu (până la invazia tătarilor din secolul XIII), Peninsula Crimeea era împărțită între Rusia Kieveană și Imperiul Bizantin. Succesorul Imperiului Bizantin în peninsulă, Principatul de Theodoro, a rezistat până la invazia otomană din anul 1475.
Între secolul al XIII-lea și secolul al XV-lea porturile Cembalo, Caulita, Lusta, Soldaia, Caffa (Theodosia), Chimmero și Vosporo au fost controlate succesiv de republicile Veneția (1204-1235) și Genova (1315-1475).
În secolul al XIII-lea tătarii invadează Europa, cucerind printre altele și cea mai mare parte a Bosforului Cimerian, care va fi cunoscut de atunci înainte mai ales sub numele de Crâm sau Crimeea. Principatul de Mangop a rămas ca parte a Imperiului Roman de Răsărit (numit astăzi, incorect, Imperiul Bizantin) până la sfârșitul secolului al XV-lea. Ultimii apărători ai Mangopului în fața armatelor turco-tătare, apărători care au murit până la ultimul pe zidurile cetății, au fost ostașii lui Ștefan cel Mare, moștenitor al Mangopului prin soția sa, Maria de Mangop.
Între 1441 și 1783 cea mai mare parte a Crimeii a făcut parte din Hanatul Crimeii. O parte din porturile din sudul peninsulei erau controlate de Republica Genoveză. În afară de Peninsula Crimeii, în Hanatul Crimeii mai erau și alte teritorii, continentale, precum Sarmația sau Kuban, Cimeria (teritoriul dintre Nipru și țărmul de vest al Mării Azov), regiunea Donului de jos, Chersonezul (aflat între Bugul de Jos și Niprul de Jos, în sudul Zaporojiei de vest) și mai târziu Vozia sau Edisanul (între Bugul de Jos și Nistrul de Jos). Această ultimă regiune avea statut dublu, fiind inițial sub autoritatea Imperiului Roman, mai târziu a slavilor, apoi a Statului Berladnicilor, mai târziu sub autoritatea tătarilor, apoi sub cea a Moldovei (între Roman I și Bogdan al III-lea), mai apoi sub autoritatea mixtă a domnitorilor moldoveni și tătarilor, iar din vremea celei de-a doua domnii a lui Petru Rareș sub autoritatea mixtă - tipică Hanatului Crimeii în epocă - a turcilor și tătarilor. Regiunea Bugeacului, chiar și după cucerirea ei de către tătari, nu a făcut niciodată parte din Hanatul Crimeii, devenind din secolul al XVI-lea parte a Pașalâcului de Tighina.
În 1783 regiunea a fost anexată de Imperiul Țarist. În toate regiunile Hanatului Crimeii cucerite de ruși populația creștină stabilă era alcătuită din români. Rusia i-a mutat pe acești români în Munții Caucaz sau Siberia, uneori aducând în locul lor români din Basarabia, dar de cele mai multe ori înlocuindu-i cu ruși, sârbi, bulgari sau ucraineni. Ultimele sate românești din Crimeea au fost găsite în timpul celui de-al Doilea Război Mondial, dar nu au intrat decât marginal în cercetările etnologice făcute asupra așezărilor românești din răsăritul Nistrului în acei ani.
Ca urmare a Războiul Crimeii (1853-1856) o parte din populația tătară a emigrat în Dobrogea, Anatolia și alte regiuni ale Imperiului Otoman.

### Uniunea Sovietică
Pe data de 18 octombrie 1921 s-a înființat Republica Autonomă Sovietică Socialistă Crimeea, ca parte a Republicii Sovietice Federative Socialiste Ruse. Tătarii constituiau atunci 25% din populație.
În Al Doilea Război Mondial trupele germane, ajutate de cele românești, au ocupat Crimeea. După ce au recăpătat controlul asupra regiunii, în 18 mai 1944 autoritățile sovietice au deportat întreaga populație tătară în Asia Centrală, pe motiv că aceasta ar fi colaborat cu ocupanții fasciști. Se estimează că 46% dintre deportați au murit de foame și boli. În 26 iunie 1944 minoritățile greacă, bulgară și armeană au fost de asemeni deportate în Asia Centrală. În 30 iunie 1945 Republica Autonomă Sovietică Socialistă Crimeea a fost transformată într-o simplă regiune a Rusiei.
În 19 februarie 1954 regiunea Crimeea a fost transferată de la RSFS Rusă la RSS Ucraineană, printr-un decret al Sovietului Suprem al URSS, fără ca populația locală să fie întrebată dacă este de acord cu asta. La acea dată, la conducerea Uniunii Sovietice se afla Nikita Sergheevici Hrușciov care, din 1908 până în 1931, trăise și activase în Ucraina.
În ultimii ani ai URSS, o parte din foștii deportați tătari s-au reîntors în zonă.
Locuită în majoritate absolută de ruși, Crimeea este de câteva decenii subiectul unor dezbateri locale, interne (pentru Ucraina) și internaționale extrem de delicate.

### Ucraina
După desființarea URSS, Crimeea a devenit parte din noul stat independent, Ucraina. Fiind o peninsulă, industria navală a crescut încet. Totodată, tătarii crimeeni s-au întors din exil și s-au restabilit în Crimeea.
Pe 5 mai 1992 a fost creat propriul guvern al Republicii Crimeea, în următoarea zi fiind creată și constituția. Pe 19 mai Crimeea a acceptat să facă parte din Ucraina și a renunțat la un guvern propriu, dar comuniștii crimeeani au forțat guvernul de la Kiev să extindă statutul autonom al Crimeii.
Pe 14 octombrie parlamentul crimeean a creat postul de președinte al Crimeii, acesta fiind alcătuit pe moment dintr-un consiliu de tătari. Conflictele s-au mai liniștit, dar pe 17 martie 1995, parlamentul ucrainean a intervenit și l-a înlăturat pe Meshkov, din cauza acțiunilor sale de integrare cu Rusia.
După o constituție interimară, actuala constituție a fost pusă în aplicare, schimbând numele țării în Republica Autonomă Crimeea.
Pe 24 august 2009 au avut loc proteste anti-ucrainene în Crimeea, acestea fiind alcătuite în mare parte de etnici ruși. Ei sperau că Rusia va negocia cu Crimeea, la fel cum a negociat cu Osetia de Sud și Abhazia. Pe 27 aprilie 2010 a erupt un haos în parlamentul ucrainean, după ce parlamentul a reînnoit tratatul prin care a extins staționarea navelor ruse în Crimeea până în 2042.
La 21 noiembrie 2013 au început Protestele din Ucraina, care s-au amplificat urgent. Președintele Ucrainei, Viktor Ianukovici, a cerut Rusiei să trimită trupe în Crimeea pentru a proteja cetățenii ruși de acolo. Sub acest pretext, trupele ruse au ocupat rapid peninsula.

### Federația Rusă
La 23 februarie 2014, ca o formă de răspuns la protestele din Ucraina care s-au soldat cu plecarea de la putere a președintelui Viktor Ianukovici, au avut loc proteste ale unor grupuri rusofone din Crimeea care se opuneau noilor schimbări politice de la Kiev și doreau alipirea Crimeii de Rusia. Acestora li se opuneau grupuri de ucraineni și tătari crimeeni care sprijineau protestele din Ucraina.
Ca urmare a protestelor rusofonilor și în condițiile prezenței armatei ruse, la 16 martie 2014 a fost organizat un referendum, în urma căruia Crimeea s-a declarat independentă, ea fiind anexată imediat după aceea de către Federația Rusă, fără a avea acordul oficial al autorităților centrale de la Kiev.

## Diviziuni administrative
Crimeea este subdivizată în 25 de regiuni: 14 raioane și 11 orașe municipii, oficial cunoscute ca "teritorii guvernate de consilii locale". Chiar dacă orașul Sevastopol este localizat în Peninsula Crimeea, este administrativ separat față de restul Crimeii și este unul din cele orașe cu statut special din Rusia. Sevastopolul, fiind administrativ separat, este integrat în infrastructura întregii peninsule.

### Raioane
| 1. Bahcisarai 2. Bilohirsk 3. Giankoi 4. Kirovske 5. Krasnohvardiiske 6. Krasnoperekopsk 7. Lenine | 8. Nijniohirski 9. Pervomaiske 10. Rozdolne 11. Saki 12. Simferopol 13. Sovețki 14. Ciornomorske |

### Municipii

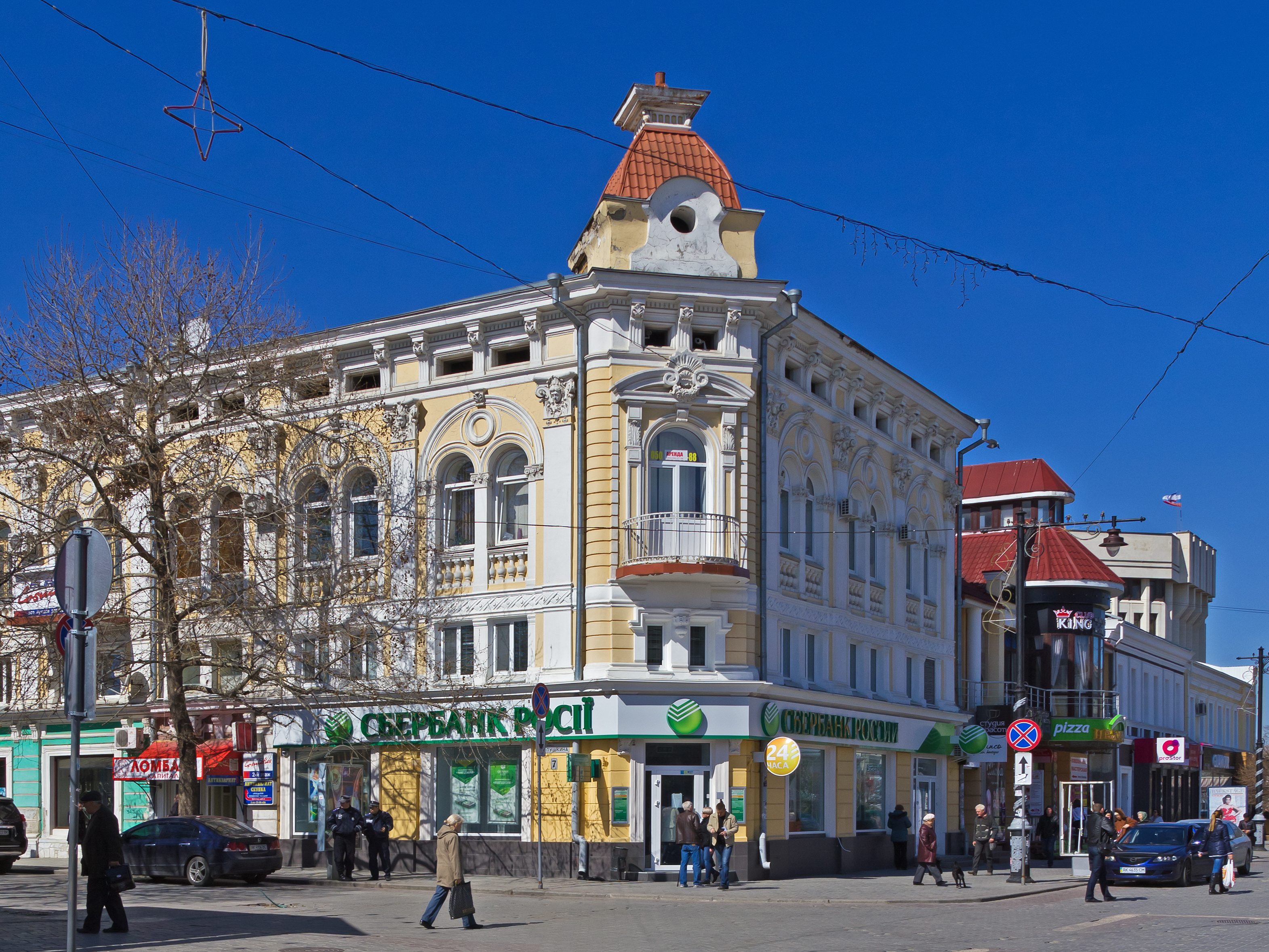
Simferopol

| 15. Alușta 16. Armiansk 17. Giankoi 18. Eupatoria 19. Kerci | 20. Krasnoperekopsk 21. Saki 22. Simferopol 23. Sudak 24. Feodosia 25. Ialta |

### Orașe majore
| - Simferopol: capitală - Sevastopol: Baza navelor ruse (administrativ separat) - Kerci: oraș industrial și centru turistic - Eupatoria: port major și stațiune - Feodosia: oraș port | - Ialta: una dintre cele mai importante stațiuni din Crimeea - Bahcisarai: capitala istorică a Hanatul Crimeii - Krasnoperekopsk: oraș industrial - Armiansk: oraș industrial - Alușta: stațiune |

Noua reformă administrativă ucraineană (iulie 2020) a anulat municipalitățile și a scăzut din numărul raioanelor.   Dar, întrucât Crimeea încă nu se afla sub controlul autorităților kievene, noua împărțire administrativă n-a putut fi implementată: 

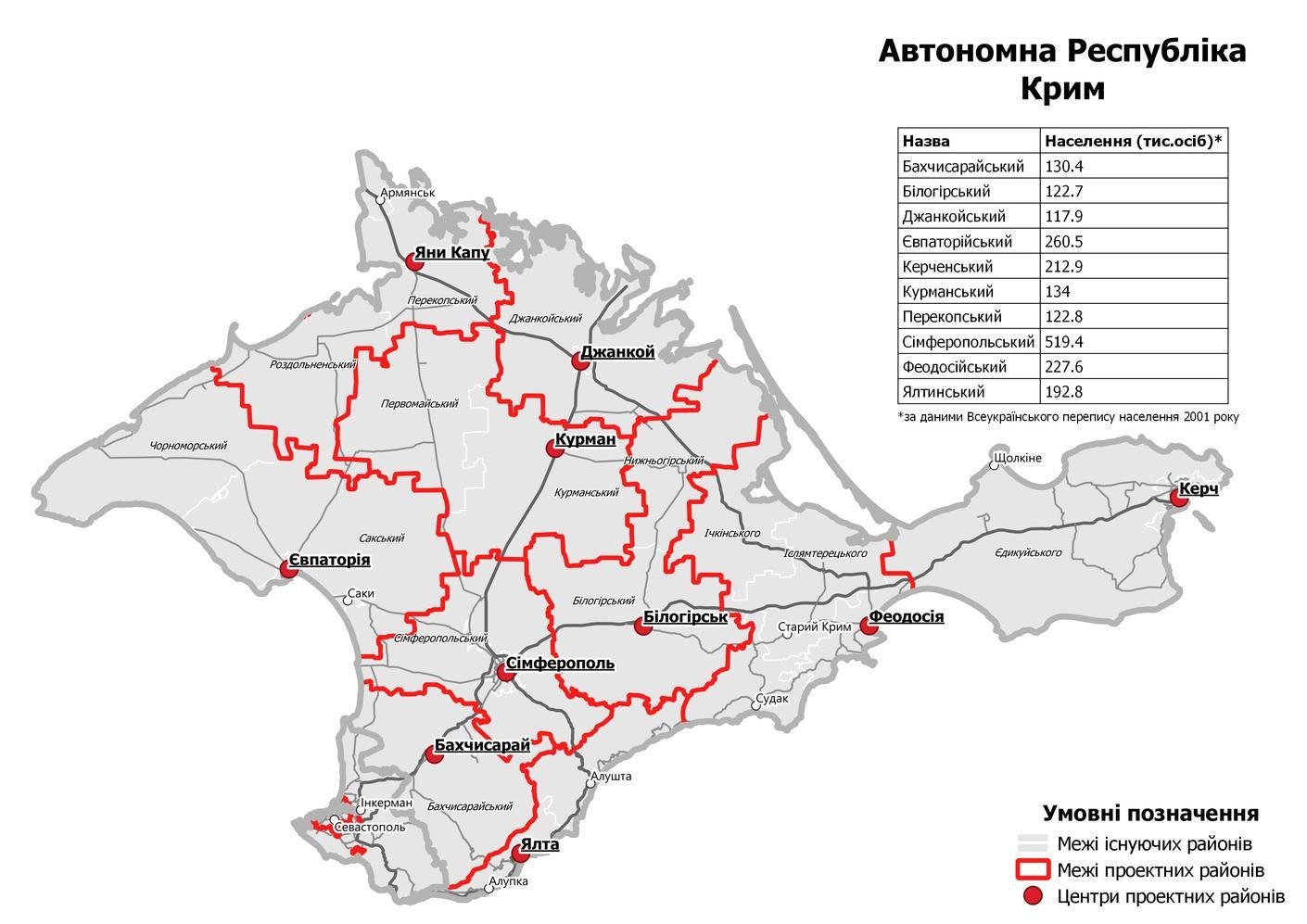
Raioanele Republicii Autonome Crimeea, începând cu 1 august 2020

| Raionul nou (2020) | Reședința raională nouă |
| ------------------ | ----------------------- |
| Bahcisarai         | Bahcisarai              |
| Belogorsk          | Belogorsk               |
| Geankoi            | Geankoi                 |
| Feodosia           | Feodosia                |
| Kerci              | Kerci                   |
| Qurman             | Qurman                  |
| Perekop            | Yani Kapu               |
| Simferopol         | Simferopol              |
| Ialta              | Ialta                   |
| Evpatoria          | Evpatoria               |

## Demografie
După recensământul ucrainean din 2001, populația Crimeii era de 2.033.700 locuitori, din care: 58,32% ruși, 24,32% ucraineni, 12,1% tătari crimeeni, 1,44% bieloruși, 0,54% tătari, 0,43% armeni, 0,22% evrei, 0,15% greci și alții.
Limba rusă a fost declarată limbă maternă de 77% din populație, 11,4% au declarat maternă tătara crimeeană și 10,1% ucraineana.
| Ani  | Populație | Ucraineni | Tătarii crimeeni | Ruși      | Polonezi | Bulgari | Germani | Evrei  | Țigani | Armeni | Greci  | Bieloruși | Moldoveni (români) |
| ---- | --------- | --------- | ---------------- | --------- | -------- | ------- | ------- | ------ | ------ | ------ | ------ | --------- | ------------------ |
| 1897 | 762.804   | 61.112    | 196.854          | 404.463   | …        | …       | …       | 55.418 | 1.433  | 8.938  | 18.048 | 9.726     | 2.259              |
| 1926 | 713.823   | 77.405    | 89.218           | 301.398   | 4.514    | 11.377  | 43.631  | 45.926 | 649    | 10.713 | 16.036 | 3.842     | 556                |
| 1939 | 1.126.429 | 154.123   | 218.879          | 558.481   | 5.084    | 15.344  | 51.299  | 65.452 | 2.064  | 12.923 | 20.652 | 6.726     | 1.483              |
| 1959 | 1.201.517 | 267.938   | …                | 857.883   | 1.202    | …       | …       | 26.433 | …      | …      | …      | …         | …                  |
| 1970 | 1.813.502 | …         | …                | …         | …        | …       | …       | …      | …      | …      | …      | …         | …                  |
| 1979 | 2.182.927 | 558.829   | 15.280           | 1.493.122 | 6.548    | …       | …       | 24.012 | …      | 4.365  | 4.365  | …         | …                  |
| 1989 | 2.430.495 | 625.919   | 38.365           | 1.629.542 | 6.157    | 2.186   | 2.356   | 17.731 | 1.676  | 2.794  | 2.684  | 50.054    | 6.609              |
| 2001 | 2.413.228 | 576.647   | 245.291          | 1.450.394 | 4.459    | 2.282   | 2.790   | 5.531  | 1.896  | 10.088 | 3.036  | 35.157    | 4.562              |